# Romanid
El romanid es una lengua auxiliar zonal para hablantes de lenguas romances, destinada a serles comprensible sin estudio previo. Fue creado por el profesor húngaro Zoltán Magyar, quien publicó una primera versión en mayo de 1956 y una segunda en diciembre de 1957. En 1984 publicó un libro de frases con una breve gramática, en el que presenta una versión un poco más simplificada del idioma.
El idioma se basa en los sentidos más comunes de las palabras en francés, italiano, portugués y español. Es raro, incluso en Hungría, donde se originó. Según el periódico ruso Trud, el romanid, desde un punto de vista estructural, es "considerablemente más simple y más fácil de aprender que el esperanto".

## Ejemplo
(versión de 1957)
Moy lingva project nominad Romanid fu publicad ja in may de pasad ano cam scientific studium in hungar lingva...
(versión de 1984)
Mi lingua project nominat Romanid esed publicat ja in may de pasat an cam scientific studio in hungar lingua...
(Traducción)
Mi proyecto lingüístico llamado Romanid ya se publicó en mayo del año pasado como un estudio científico en húngaro...

## Literatura
- Zoltán Magyar. A Romanid nyelv rövid nyelvtana. Debrecen, 1958.
- Zoltán Magyar, "Mi az interlingvisztika? (A nemzetközi világnyelvekről)". In: Alföld, no. 8, 1965.
- Zoltán Magyar, Romanid. Tájékoztató és társalgási könyv, Kossuth Lajos Tudományegyetem, Debrecen, 1984 (ISBN 963 471 337 8).
- Zsuzsa Varga-Haszonits, "Romanid". In: István Fodor, A világ nyelvei. Akadémiai Kiadó, Budapest, 1999 (ISBN 963 05 7597 3), pp. 1222–1223.